# Pilotrichella quitensis
Pilotrichella quitensis är en bladmossart som beskrevs av Georg Friedrich von Jaeger 1877. Pilotrichella quitensis ingår i släktet Pilotrichella och familjen Meteoriaceae. Inga underarter finns listade i Catalogue of Life.